# Partido Comunista de la República Popular de Donetsk
El Partido Comunista de la República Popular de Donetsk (en ruso: Коммунистическая партия Донецкой Народной Республики, Kommunisticheskaia vartia Donetskoi Narodnoi Respubliki) es un partido político de la República Popular de Donetsk. Su líder es Boris Litvinov, quienes además fuese presidente del Sóviet Supremo de Donetsk.

## Historia
La creación del partido fue anunciada el 8 de octubre de 2014. Boris Litvinov, quién anteriormente era el líder de una rama regional del Partido Comunista de Ucrania, en el distrito de Kirovsky, fue proclamado presidente del partido. Este suceso no le impidió a Boris Litvinov seguir siendo miembro del Partido Comunista de Ucrania. Para julio, Litvinov encabezó una lista para las elecciones de la República, sin embargo no pudo presentarse, esto generó ciertos rumores que sostenían que Litvinov estuvo brevemente arrestado, sin embargo, Litvnov lo negó.
Finalmente, Litvinov dijo que los comunistas apoyarían Alexander Zakharchenko para la candidatura a primer ministro de la república, y así ganarle Donbass a la oposición. Los comunistas aprobaron como primer ministro a Alexander Zakharchenko, quien ganó en las elecciones del 2 de noviembre.
Cabe destacar que en estas elecciones se les prohibió participar a los comunistas porque "había demasiadas equivocaciones" en su entrega de documentos. Según algunos medios de comunicación rusos, las listas del partido final estuvieron editadas en Moscú. Sin embargo pudieron ser incluidos algunos candidatos en la lista del partido República de Donetsk. Al sóviet ingresaron sólo tres miembros de la organización: Boris Litvinov, Vadim Zaibert, y Nikolai Ragozin.
En 2016, en medio de la retórica anticomunista auspiciada por el gobierno de Ucrania, todos los miembros del Partido Comunista fueron desposeídos sus escaños en el parlamento por "falta de confianza".[cita requerida]
En 2019, el partido envió un mensaje a Nicolás Maduro con motivo de su juramentación ante el Tribunal Supremo de Justicia para su segundo mandato.

## Programa
El programa del partido esta plenamente copiado y es idéntico al programa del Partido Comunista de Ucrania.